# Павловский, Николай Осипович
Павловский Николай Осипович (9 февраля 1903 года, город Гродно, Гродненская губерния, ныне центр Гродненской области, Белоруссия — 21 октября 1960 года, Москва, СССР) – советский военачальник. Генерал-полковник (31.05.1954).

## Биография
Белорус. Из мещан, родился в семье мелкого чиновника. После смерти отца в 1912 году воспитывался в семье родственницы, учительницы школы деревни Глиняны. Во время первой мировой войны, в 1915 году, семья была эвакуирована в Курск. Окончил реальное училище в Курске.
В декабре 1919 года в 16 лет добровольцем вступил в Красную Армию. Окончил курсы инструкторов допризывной подготовки в апреле 1920 года. Служил взводным инструктором Курского территориального полкового округа, с мая 1922 года – командиром взвода Ташкентской школы военных капельмейстеров (тогда дислоцировалась в Курске), с февраля 1923 – инструктором военной подготовки Курского губернского военкомата, начальником учебных пунктов. Участник Гражданской войны в России (боевые операции против бандитских и повстанческих отрядов).
Окончил годичные повторные курсы комсостава РККА в 1927 году. С сентября 1926 года служил в 165-м стрелковом полку 55-й стрелковой дивизии имени К.Е. Ворошилова: командир пулемётной роты, начальник полковой школы. В 1929 году окончил Стрелково-тактические курсы усовершенствования комсостава РККА имени III Коминтерна (пулемётное отделение). С октября 1932 года – руководитель тактики в Калининском военно-химическом училище, с марта 1935 – командир батальона курсантов в этом училище. С марта 1938 года – командир батальона курсантов Казанского пехотного училища имени ЦИК Татарской АССР.
Однако 25 июля 1938 года был арестован по обвинению в участии в военном заговоре и в шпионаже. Больше года находился под следствием. Освобожден за отсутствием вины 7 сентября 1939 года.
Восстановлен в РККА. С сентября 1939 года – преподаватель тактики на курсах комсостава РККА в Баку. С февраля 1940 года — командир батальона курсантов Кутаисских курсов усовершенствования комсостава запаса. С мая 1940 служил в Телавском стрелково-миномётном училище: преподаватель по учебно-строевой части, с августа 1940 — заместитель начальника училища.

## Великая Отечественная война
Вскоре после начала Великой Отечественной войны, в июле 1941 года майор Н.О. Павловский назначен начальником штаба 55-го укрепленного района в Ленинакане (Азербайджанская ССР).
Участник Великой Отечественной войны с 13 января 1942 года, когда он был направлен в Ростов-на-Дону и занимался выбором мест для строительства оборонительных рубежей. С июня 1942 года — начальник штаба 70-го укрепленного района Северо-Кавказского военного округа. Тогда же ему присвоено воинское звание «подполковник», а вскоре – «полковник». С августа 1942 года – начальник штаба 255-й бригады морской пехоты 47-й армии Северо-Кавказского фронта. С декабря 1942 года — начальник оперативного отдела 56-й армии, а с января 1943 – начальник оперативного отдела штаба 18-й армии Северо-Кавказского фронта. В этих должностях участвовал в обороне Кавказа, в Северо-Кавказской, Краснодарской и Новороссийско-Таманской наступательных операциях. Генерал-майор (28.04.1943). Член ВКП(б) с 1942 года.
С 3 февраля по 18 марта 1944 — начальник штаба 18-й армии. В составе 18-й армии участвовал в Житомирско-Бердичевской и Проскуровско-Черновицкой наступательных операциях.
С апреля 1944 года — начальник оперативного управления штаба 1-го Украинского фронта, а с августа 1944 года - в той же должности на 2-м Украинском фронте. Участвовал в Львовско-Сандомирской, Ясско-Кишиневской, Бухарестско-Арадской, Дебреценской, Будапештской, Венской, Пражской наступательных операциях. Генерал-лейтенант (29.05.1945).
С лета 1945 года — начальник оперативного управления штаба Забайкальского фронта. Участник советско-японской войны (Маньчжурская наступательная операция).

## Послевоенная служба
В послевоенный период продолжал службу в Советской Армии. Окончил с золотой медалью Высшую военную академию имени К.Е. Ворошилова в 1948 году. С 1948 года – на преподавательской работе в этой академии. С июля 1952 по сентябрь 1959 года – начальник Главного оперативного управления Генерального штаба Вооружённых Сил СССР, одновременно в 1955-1959 годах – ответственный секретарь Военного совета при Совете обороны СССР. С сентября 1959 года – помощник начальника Генерального штаба по оперативным вопросам. Генерал-полковник (1954).
Скоропостижно скончался в своем рабочем кабинете в здании Генерального штаба. Похоронен на Новодевичьем кладбище в Москве.
Именем Н. О. Павловского названа улица в Гродно.

## Награды
- два ордена Ленина (06.11.1945, 18.12.1956)
- четыре ордена Красного Знамени (21.04.1943, 13.09.1944, 03.11.1944, 15.11.1950)
- два ордена Кутузова I степени (28.04.1945, 08.09.1945)
- орден Богдана Хмельницкого I степени (29.05.1944)
- орден Суворова II степени (18.09.1943)
- орден Кутузова II степени (10.01.1944)
- орден Отечественной войны I степени (13.12.1942)
- Медаль «За оборону Кавказа»
- Медаль «За победу над Германией в Великой Отечественной войне 1941—1945 гг.»
- Медаль «За победу над Японией»
- Медаль «За взятие Будапешта»
- Медаль «За взятие Вены»
- Юбилейные медали
- Иностранные награды
  - Орден Заслуг Венгерской Народной Республики III класса (ВНР)
  - Орден Партизанской звезды I степени (СФРЮ, 19.06.1956)
  - Орден Красного Знамени (Монголия)
  - Орден «Юнь-Квей» (Китай, 24.01.1946)
  - Медаль «За Победу над Японией» (Монголия)
  - Медаль «Китайско-советская дружба» (КНР)

## Память
- Именем Н. О. Павловского названа улица в Гродно (1954), на доме № 21 которой установлена мемориальная доска в его честь (1964).
- Внесён в Книгу народной славы города Гродно (1968).